# 本鄉台車站
本鄉台車站（日语：／ Hongōdai eki */?）是一個位於神奈川縣橫濱市榮區小菅谷一丁目，屬於東日本旅客鐵道（JR東日本）根岸線的鐵路車站。

## 歷史
車站周邊在戰前是第一海軍燃料廠。'當時有條從大船站經笠間十字路、現在警察學校的專用線，月台在現在的本鄉台站前。戰後占領軍接收改為「大船PX」，1965年（昭和40年）返還後改建形成現在的住宅團地與文教設施。根岸線與本站則是利用了其北部土地。
計畫、工程階段的站名為「新大船站」，但其實周邊一帶自明治以來至併入橫濱市為止是屬於鎌倉郡本鄉村，這個本鄉是位於與洋光台、港南台連成一氣的台地上，因此將正式站名訂為本鄉台站。站前有1982年（昭和57年）4月由橫濱本鄉圓環俱樂部所捐贈的本鄉由来石碑。
另外，車站周邊仍可看見使用臨時站名「新大船」的幼稚園與商店街。

### 年表
- 1973年（昭和48年）4月9日：日本國有鐵道（國鐵）根岸線從洋光台站延伸至大船站，本站開業。
- 1987年（昭和62年）4月1日：國鐵分割民營化，本站成為東日本旅客鐵道車站。
- 2001年（平成13年）11月18日：IC卡「Suica」啟用。
- 2003年（平成15年）12月：電扶梯啟用[2]。
- 2004年（平成16年）1月：電梯啟用[2]。

## 車站構造

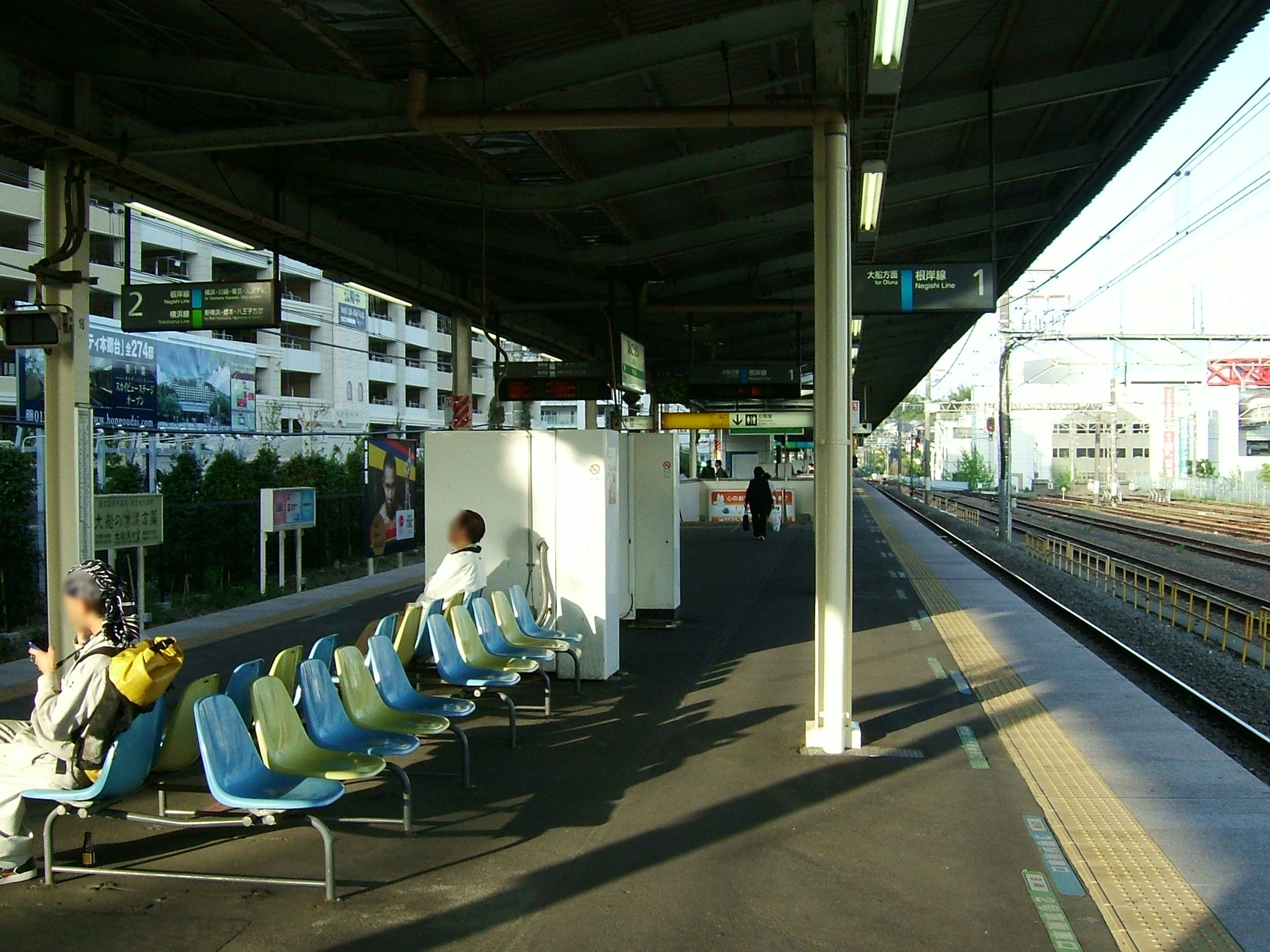
月台

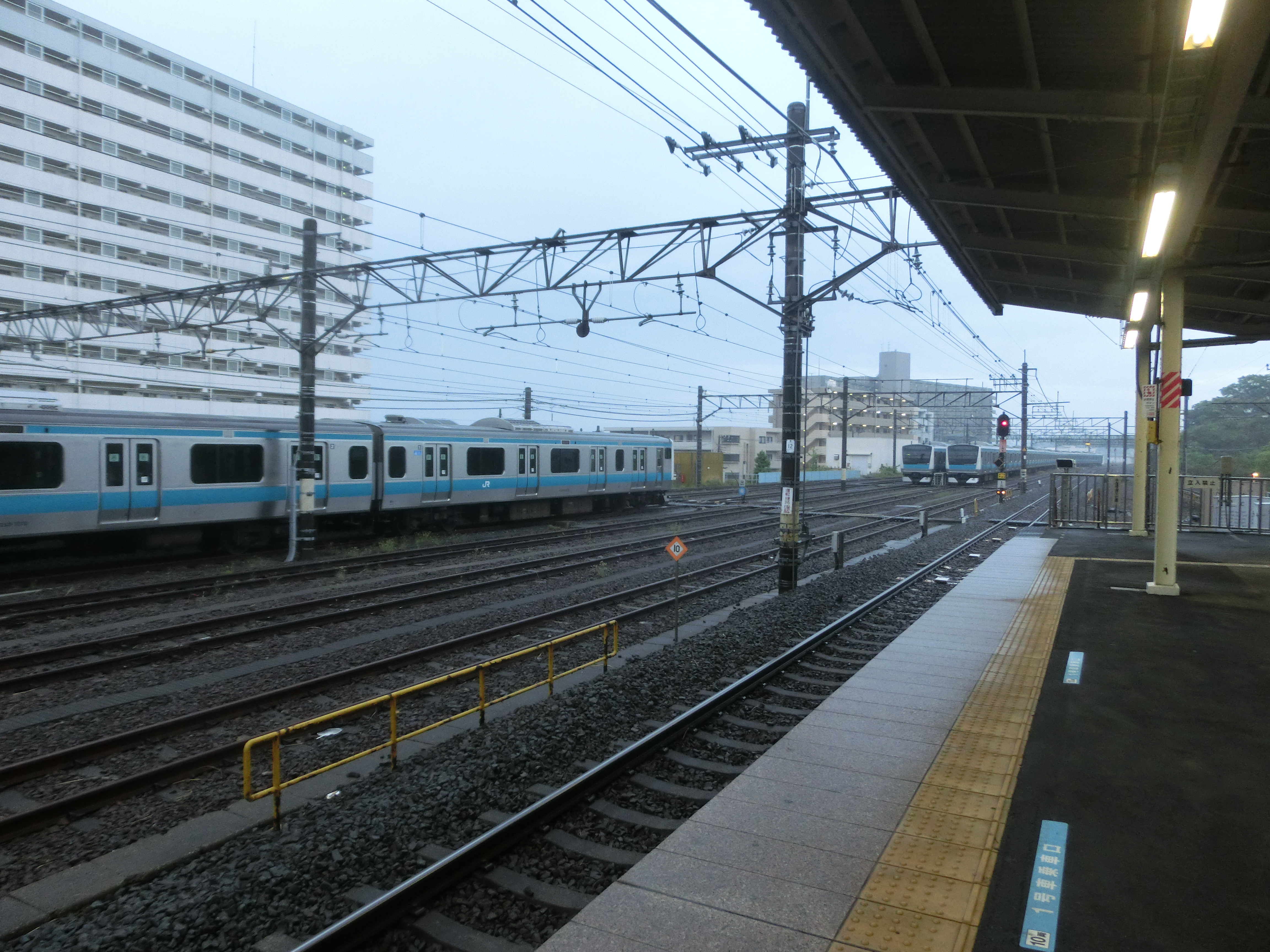
留置於本站供大船站始發用的車輛群（2016年4月29日）

本站是島式月台1面2線的地面車站，車站站房設於軌道南側。現為業務委托站（委托JR東日本車站服務）。
線路略呈東北－西南走向，1號線南側有三條貨物到發線與三條電留線，再往南為停車場。到發線與電留線在夜間至早晨會放置車輛，其他時段都用來進行本站與大船站間的回送作業。電留線可擴增至10條，其擴建用地為現在的停車場，同時車站站房也設計成可讓公假通過其上空的構造。到發線除了夜間留置車輛，也供綜合車輛製作所甲種輸送的時間調整、根岸線團體列車折返、留置使用。
站體位於連結北側丘陵地的土堤上，月台設於斜面上，高於位於地面的站房。剪票口至月台有條穿越前述6條線路與停車場、寬7公尺長40公尺的地下道，地下道往月台有電扶梯（月台港南台側）、電梯（月台中段）、階梯（月台大船側）供乘客利用。
地下道出口直通站房。
站內設有綠色窗口、指定席售票機、自動驗票閘門外，付費區內還設有廁所。剪票口外往東有LET'S KIOSK本鄉台1號店、大船軒立食蕎麥麵店、NEWDAYS本鄉台店。
依據JR的特定都區市內制度，本站屬「橫濱市內」。本站是根岸線在橫濱市內的最西站。

### 月台配置
| 月台 | 路線   | 方向 | 目的地                       | 備註            |
| ---- | ------ | ---- | ---------------------------- | --------------- |
| 1    | 根岸線 | 下行 | 往大船                       |                 |
| 2    | 根岸線 | 上行 | 港南台、橫濱、東京、大宮方向 | 直通 京濱東北線 |
| 2    | 橫濱線 | -    | 新橫濱、町田、八王子方向     | 僅早晩運行      |

（來源：JR東日本：車站構內圖 （页面存档备份，存于））

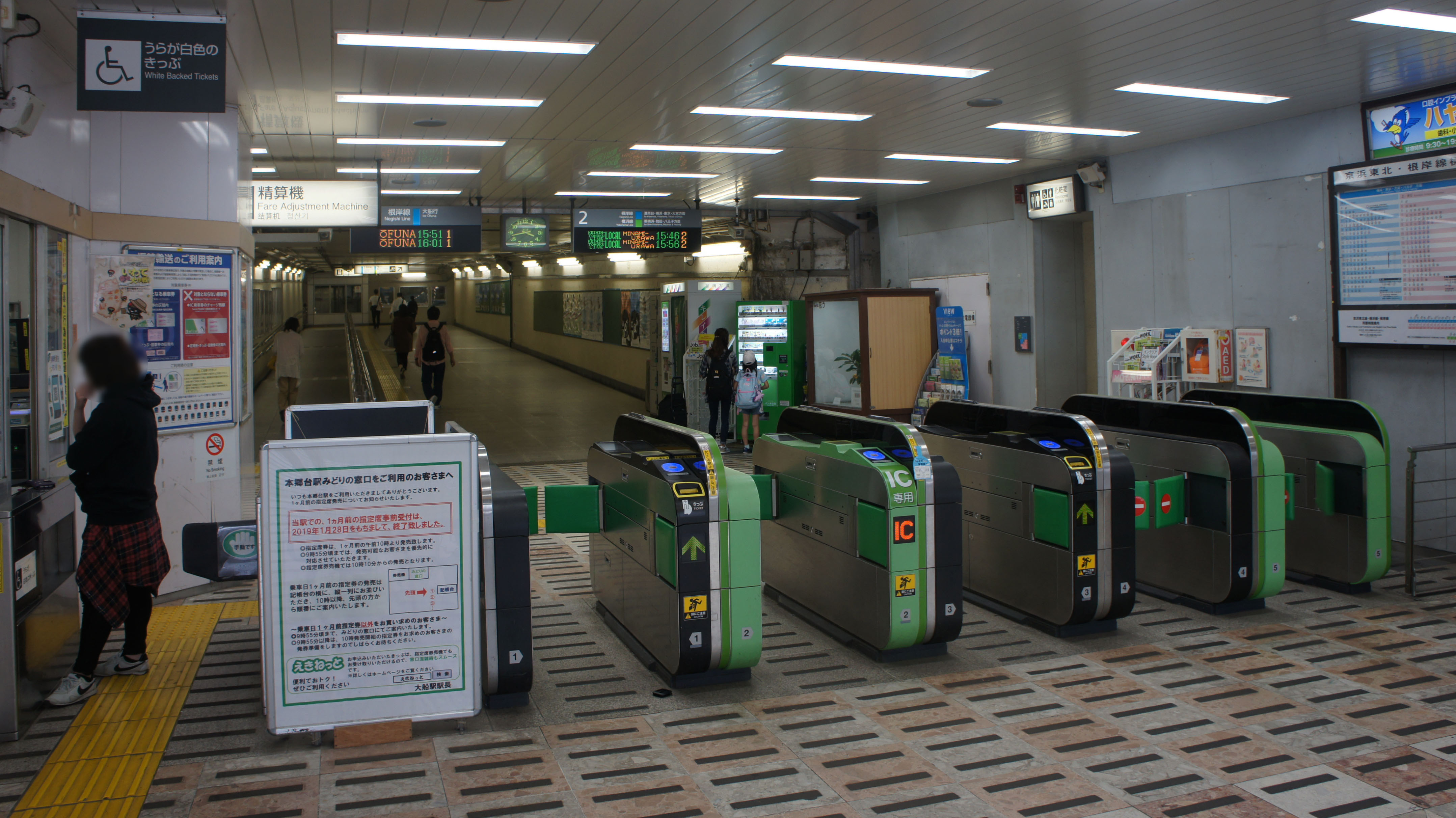
閘口（2019年6月）
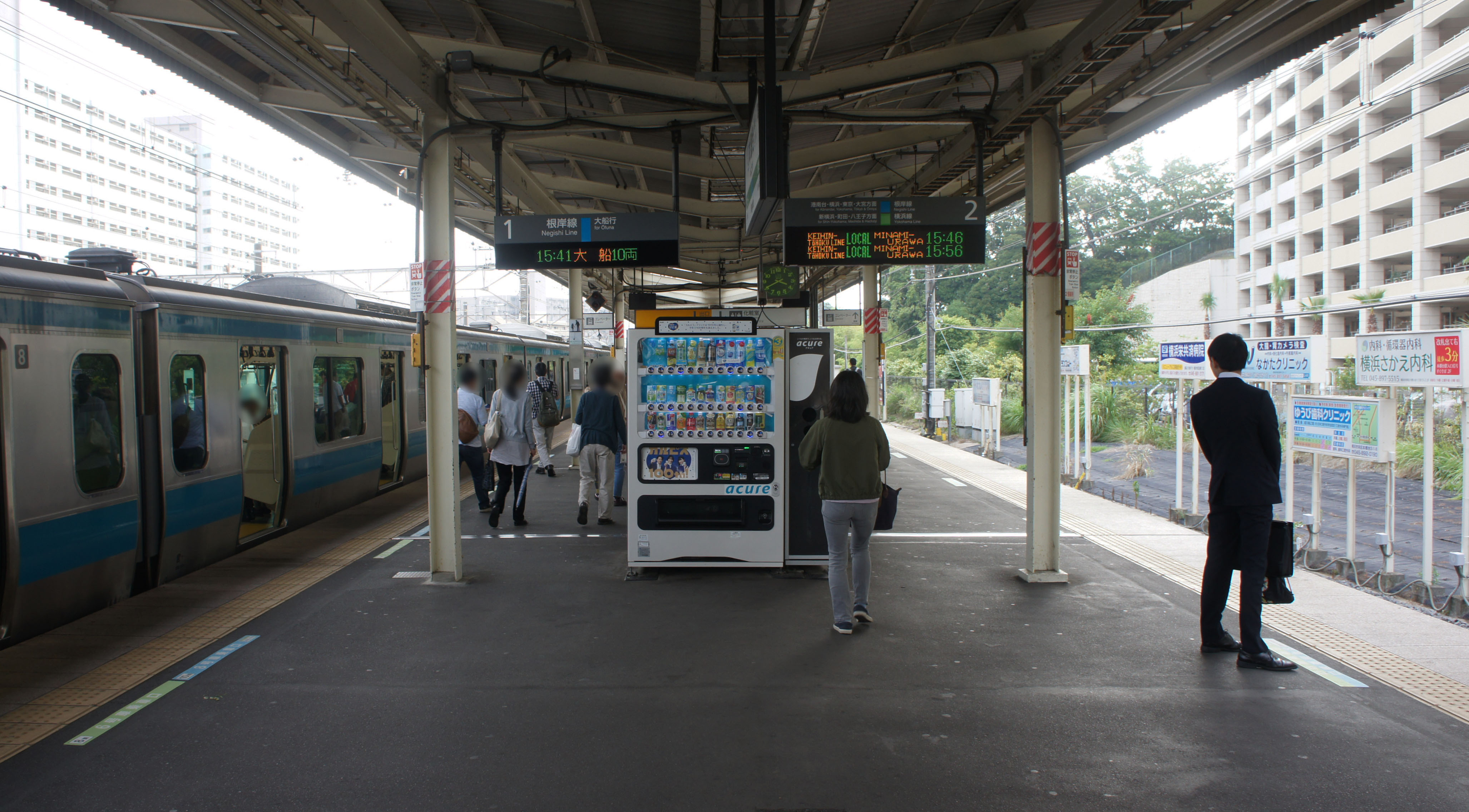
月台（2019年6月）

## 使用情況
2019年（令和元年）度1日平均上車人次為18,564人。
近年的推移如下表。
| 年度               | 1日平均 上車人次 |
| ------------------ | ---------------- |
| 1991年（平成03年） | 20,265           |
| 1992年（平成04年） | 20,499           |
| 1993年（平成05年） | 20,648           |
| 1994年（平成06年） | 20,345           |
| 1995年（平成07年） | 20,203           |
| 1996年（平成08年） | 20,179           |
| 1997年（平成09年） | 19,818           |
| 1998年（平成10年） | 20,016           |
| 1999年（平成11年） | 19,518           |
| 2000年（平成12年） | 19,180           |
| 2001年（平成13年） | 18,981           |
| 2002年（平成14年） | 18,855           |
| 2003年（平成15年） | 18,917           |
| 2004年（平成16年） | 18,910           |
| 2005年（平成17年） | 18,979           |
| 2006年（平成18年） | 19,091           |
| 2007年（平成19年） | 19,275           |
| 2008年（平成20年） | 19,304           |
| 2009年（平成21年） | 19,259           |
| 2010年（平成22年） | 19,167           |
| 2011年（平成23年） | 19,058           |
| 2012年（平成24年） | 19,142           |
| 2013年（平成25年） | 19,278           |
| 2014年（平成26年） | 18,669           |
| 2015年（平成27年） | 18,859           |
| 2016年（平成28年） | 18,743           |
| 2017年（平成29年） | 18,782           |
| 2018年（平成30年） | 18,773           |
| 2019年（令和元年） | 18,564           |

## 車站周邊
本站是榮區唯一的車站，南方500公尺左右有榮區役所、榮圖書館、榮警察署、榮消防署、橫濱榮共濟醫院等公共設施。另外神奈川縣立柏陽高等學校、神奈川縣警察學校也在附近。
本站有站前廣場與巴士圓環，亦有計程車乘車處。站前廣場東側有市營的腳踏車停車場。

### 住宅地
車站開業時，車站周邊同時開發了國家公務員住宅、市營高層住宅、日本住宅公團（現都市再生機構）本鄉台站前團地等住宅區。2006年起開始在車站北側山丘開發大規模公寓。

### 路線巴士
站前可搭乘神奈川中央交通（神奈中）與{{link-ja|江之電巴士|江ノ電バス|江之電巴士橫濱]]（江之電）的路線巴士。
本鄉台站的站前有三個巴士乘車處，站前往東以及圓環上分別為3號、2號（江之電）、1號（神奈中）乘車處。
| 乘車處 | 系統 | 主要行經地                       | 目的地         | 運行業者       | 備註     |
| ------ | ---- | -------------------------------- | -------------- | -------------- | -------- |
| 1號    | 本21 | 天神橋                           | 公田團地       | 神奈川中央交通 |          |
| 1號    | 138  | 小山台                           | 港南台站       | 神奈川中央交通 |          |
| 1號    | 139  | 小山台、清水橋                   | 上大岡站       | 神奈川中央交通 |          |
| 2號    |      | 本郷台中央公園、北本鄉台         | 小菅谷北公園   | 江之電巴士     |          |
| 2號    |      | 本鄉台中央公園、長沼             | 戶塚站         | 江之電巴士     |          |
| 2號    |      | 本鄉台中央公園、長沼             | 飯島團地(循環) | 江之電巴士     |          |
| 2號    |      | 公田                             | 平島           | 江之電巴士     |          |
| 2號    |      | 鎌倉女子大前、笠間十字路         | 大船站         | 江之電巴士     | 1日1-2班 |
| 2號    |      | 鎌倉女子大前、笠間十字路、大船站 | 鎌倉站         | 江之電巴士     | 僅週六日 |
| 3號    |      | 下車專用                         | 下車專用       |                |          |

## 特定都區市內制度的運費計算
從大船以西至橫濱市內的乘車券（起點距離橫濱站的營業里程達201公里以上但是終點在東京近郊區間內的狀況除外），即使其實際程車路線是經由戶塚站，但仍以經本站的路線里程計算車費（戶塚→大船間5.6公里，本鄉台→大船間3.6公里）。
至於橫濱市內出發往東海道本線熱海方向的乘車券（至名古屋市內等），當從本站搭乘根岸線北上至橫濱站轉乘東海道本線時、或是搭乘根岸線、京濱東北線、橫濱線至新橫濱站轉乘東海道新幹線時，可使用橫濱站出發經戶塚站（橫濱→戶塚→大船間17.7km）的乘車券，但若從本站搭乘根岸線往南至大船站轉乘東海道本線時，必須使用橫濱站出發經根岸線（橫濱→根岸→大船間22.1km）的乘車券。因此，即使實際乘車距離較短，但乘車券的運費計算仍採用較長距離。這是由於起訖站非同屬東京近郊區間時，橫濱市內中心站橫濱站與大船站之間，必須使用經東海道本線的乘車券，無法改用根岸線所造成的特例。

## 相鄰車站
東日本旅客鐵道
 根岸線
■快速、■■各站停車
港南台（JK 03）－本鄉台（JK 02）－大船（JK 01）

### 使用情況
1. ↑  横浜市統計書 （页面存档备份，存于） - 横浜市

JR東日本2000年度以後上車人次
1. ↑  各駅の乗車人員（2000年度） （页面存档备份，存于） - JR東日本
2. ↑  各駅の乗車人員（2001年度） （页面存档备份，存于） - JR東日本
3. ↑  各駅の乗車人員（2002年度） （页面存档备份，存于） - JR東日本
4. ↑  各駅の乗車人員（2003年度） （页面存档备份，存于） - JR東日本
5. ↑  各駅の乗車人員（2004年度） （页面存档备份，存于） - JR東日本
6. ↑  各駅の乗車人員（2005年度） （页面存档备份，存于） - JR東日本
7. ↑  各駅の乗車人員（2006年度） （页面存档备份，存于） - JR東日本
8. ↑  各駅の乗車人員（2007年度） （页面存档备份，存于） - JR東日本
9. ↑  各駅の乗車人員（2008年度） （页面存档备份，存于） - JR東日本
10. ↑  各駅の乗車人員（2009年度） （页面存档备份，存于） - JR東日本
11. ↑  各駅の乗車人員（2010年度） （页面存档备份，存于） - JR東日本
12. ↑  各駅の乗車人員（2011年度） （页面存档备份，存于） - JR東日本
13. ↑  各駅の乗車人員（2012年度） （页面存档备份，存于） - JR東日本
14. ↑  各駅の乗車人員（2013年度） （页面存档备份，存于） - JR東日本
15. ↑  各駅の乗車人員（2014年度） （页面存档备份，存于） - JR東日本
16. ↑  各駅の乗車人員（2015年度） （页面存档备份，存于） - JR東日本
17. ↑  各駅の乗車人員（2016年度） （页面存档备份，存于） - JR東日本
18. ↑  各駅の乗車人員（2017年度） （页面存档备份，存于） - JR東日本
19. ↑  各駅の乗車人員（2018年度） （页面存档备份，存于） - JR東日本
20. ↑  各駅の乗車人員（2019年度） （页面存档备份，存于） - JR東日本

## 延伸閱讀
- 『根岸線工事記録』日本鉄道建設公団東京支社、1974年
- 『本郷の石仏散歩』本郷郷土史研究会 編、戸塚区役所本郷支所、1984年
- 『栄 町のうつりかわりアルバム』「栄 町のうつりかわりアルバム」編集委員会 編、栄区役所区政部区政推進課、1992年

## 外部連結
- 車站資訊（本鄉台）：東日本旅客鐵道

35°22′3″N 139°33′1″E / 35.36750°N 139.55028°E